# Estación de Mira
Mira fue una estación ferroviaria situada en el municipio español de Mira, en la provincia de Cuenca, comunidad autónoma de Castilla-La Mancha. En la actualidad las instalaciones se encuentran clausuradas y la línea no ofrece servicios ferroviarios.

## Situación ferroviaria
La ubicación del antiguo apeadero se encuentra en el punto kilométrico 235,99 de la línea férrea 310 de la red ferroviaria española que une Aranjuez con Valencia, entre las estaciones de Enguídanos y de Camporrobles, a 883,25 metros de altitud. El tramo es de vía única y está sin electrificar.

## Historia
La estación fue construida durante la Segunda República, siendo puesta en servicio el 1 de noviembre de 1941, aunque todavía faltaba por abrir al tráfico el tramo entre las estaciones de Arguisuelas y Enguídanos, de 32 kilómetros. No se inauguró oficialmente hasta el 25 de noviembre de 1947, una vez que se completó toda la línea entre Cuenca y Utiel bajo el mando de RENFE.
La infraestructura se enmarcó dentro de la línea Cuenca-Utiel que buscaba unir el trazado Madrid-Aranjuez-Cuenca con el Utiel-Valencia para crear lo que su época se conoció como el ferrocarril directo de Madrid a Valencia. Inicialmente adjudicada a la Constructora Bernal, las obras fueron finalmente iniciadas en 1926 por la empresa Cesaraugusta S.A. quien compró los derechos a la anterior. La Guerra Civil marcó la rescisión del contrato en 1936 y la apertura parcial de algunos tramos más con fines militares que civiles. Concluido el conflicto una nueva constructora llamada ABC remataría la obra incluyendo algunos viaductos especialmente complejos hasta la inauguración total por parte del general Franco el 25 de noviembre de 1947.
Mira llegó a figurar en 1948 como estación de la línea Baeza-Sant Girons, pero finalmente el proyecto quedó descartado.
La estación de Mira, debido a su localización distante del núcleo urbano y su mal acceso, pronto cayó en desuso: el día 1 de abril de 1966 fue rebajada a la categoría de apeadero sin personal, quedando finalmente clausurada y sin servicio el 15 de abril de 1974. De este modo, se abandonó en favor de la estación de Camporrobles, situada a 10 km de distancia y donde tenían parada los trenes de los servicios de Media Distancia Renfe.

## La estación
Está situada a 7,8 km al sur del núcleo urbano, por camino no asfaltado. Como todas las estaciones originales de este tramo de la línea fue diseñada por Secundino Zuazo, dando lugar a edificios de dos plantas al que se anexan un torreón de una planta más. La base del torreón la forma una ventana mirador habitual en la arquitectura ferroviaria española. Los vanos alternan arcos adintelados con arcos de medio punto en una obra sin grandes alardes ornamentales que combina el ladrillo visto con la mampostería y la teja cerámica. Además del edificio de viajeros, tenía instalados muelles de mercancías, pabellón de retretes y lampistería, los andenes y el pavimento. La estación tenía instalados seis cambios sencillos, dos placas y una báscula.
Se puede acceder a ella a través de un camino que sale desde La Cañada de Mira siguiendo la vía del tren. La estación se halla dada de baja como dependencia de la línea.